# هوندا موبیلیو اسپایک
هوندا موبیلیو اسپایک (Honda Mobilio Spike) خودرویی است که در سال‌های ۲۰۰۲ تا ۲۰۰۸تولید شده‌است.
این خودرو در کلاس مینی ام‌پی‌وی قرار گرفته، طراحی آن موتور جلو، خودرو محور جلو، خودرو چهار چرخ محرک بوده است.